# فيكتور فيكتوريا (فلم)
فيكتور فيكتوريا (بالإنجليزية: Victor Victoria) هو فيلم موسيقي تم إنتاجه في الولايات المتحدة والمملكة المتحدة وصدر في سنة 1982.

## بطولة
- جولي آندروز
- جيمس غارنر

### ترشيحات وجوائز
| السنة | الحدث  | الفئة               | النتيجة  |
| ----- | ------ | ------------------- | -------- |
|       | أوسكار | أفضل موسيقى تصويرية | فـــــوز |

## الميزانية والإيرادات
حقق أرباحا تقدر بـ 28,215,453 دولار.

## وصلات خارجية
- مقالات تستعمل روابط فنية بلا صلة مع ويكي بيانات